# Clussais-la-Pommeraie
Clussais-la-Pommeraie település Franciaországban, Deux-Sèvres megyében. Lakosainak száma 571 fő (2022. január 1.). Clussais-la-Pommeraie La Chapelle-Pouilloux, Mairé-Levescault, Melleran, Saint-Coutant, Sainte-Soline, Saint-Vincent-la-Châtre, Alloinay és Sauzé-entre-Bois községekkel határos.

## Népesség
A település népességének változása:
| Lakosok száma | 590  | 591  | 603  | 590  | 588  | 586  | 584  | 577  | 571  |
|               | 2013 | 2015 | 2016 | 2017 | 2018 | 2019 | 2020 | 2021 | 2022 |